# خس درني
الخس الدرني[بحاجة لمصدر] أو سْتِبْتورَمْفوس العسقولي نوع نباتي عشبي يتبع جنس الخس من الفصيلة النجمية.

## الموئل والانتشار
هو نبات أصيل في بلاد الشام وقبرص وتركيا واليونان ومقدونيا وحوض البحر الأسود والقوقاز. أدخل إلى مناطق العالم الجديد.

## الوصف النباتي
نبات عشبي ثنائي الحول. الأوراق متموضعة مباشرة على الساق (دون عنيقة)، ولها أشواك صغيرة على جانبيها وفي الوسط.